# Simona Koryčánková
Simona Koryčánková (* 1967) je česká jazykovědná a literární vědkyně se zaměřením na ruský jazyk a literaturu, od roku 2023 děkanka Pedagogické fakulty Masarykovy univerzity. V letech 2020–2023 zastávala funkci prorektorky pro záležitosti studentů a absolventů Masarykovy univerzity.

## Život
V roce 1993 vystudovala magisterské studium na Pedagogické fakultě Masarykovy univerzity v oborech Ruský jazyk a literatura a Dějepis. Doktorské studium v oboru Ruský jazyk absolvovala v roce 1997 na Filozofické fakultě Masarykovy univerzity. V roce 2013 získala druhý magisterský titul po absolvovaní studia Psychologie na Filozofické fakultě Masarykovy univerzity. Habilitovala se v roce 2016 v oboru Lingvistika konkrétních jazyků.
Od roku 1994 pracuje na Pedagogické fakultě Masaryky univerzity, kde v letech 2016 až 2020 zastávala funkci proděkanky pro vnější vztahy. Od října 2020 působila ve vedení Masarykovy univerzity na pozici prorektorky pro záležitosti studentů a absolventů. Zastávala také funkci vedoucí Katedry ruského jazyka a literatury Pedagogické fakulty Masarykovy univerzity.
V roce 2021 se zapojila do akce 11+1 na podporu zatčených studentů a vyučujících vysokých škol z Běloruska.
V roce 2022 kandidovala na děkanku Pedagogické fakulty MU a 27. září 2022 byla zvolena Akademickým senátem Pedagogické fakulty Masarykovy univerzity v prvním kole voleb 15 hlasy z 23 přítomných senátorů. Do funkce děkanky nastoupila 1. února 2023.
Je členkou České asociace slavistů a České asociace rusistů.